# Papa Fabiano
Papa Fabiano, in latino Fabianus (Roma, ... – Roma, 20 gennaio 250), è stato il 20º vescovo di Roma e papa della Chiesa cattolica dal 10 gennaio 236 al 20 gennaio 250. È venerato come santo e martire dalla Chiesa cattolica e dalle Chiese ortodosse.

## Biografia
Le circostanze straordinarie in cui avvenne la sua elezione furono riportate da Eusebio (Historia Ecclesiastica, VI, 29). Egli narrava di come i cristiani, che si erano riuniti a Roma per eleggere il nuovo vescovo, mentre esaminavano i nomi di molti personaggi nobili ed illustri, videro una colomba posarsi sulla testa di Fabiano, un contadino che si trovava per caso in città.
Ai confratelli riuniti in assemblea questa vista ricordò la scena evangelica della discesa dello Spirito Santo sul Salvatore dell'umanità, e così, divinamente ispirati, scelsero all'unanimità Fabiano quale successore di papa Antero. Durante il suo pontificato durato 14 anni, di cui si sa molto poco, le persecuzioni contro i cristiani ebbero una pausa.
Secondo il Liber pontificalis divise Roma in sette distretti ("diaconie"), ognuno supervisionato da un diacono e nominò sette suddiaconi, per raccogliere, insieme ad altri notai, gli Atti dei martiri, cioè gli atti delle corti che li giudicarono nei loro processi; inoltre, portò avanti molti lavori nei cimiteri. Fece anche riesumare il corpo di papa Ponziano dalla Sardegna e lo fece traslare nelle catacombe di San Callisto a Roma.
Racconti successivi, più o meno veritieri, gli attribuiscono anche altri meriti quali il battesimo dell'imperatore Filippo l'Arabo e suo figlio; il miglioramento dell'organizzazione della chiesa a Roma con l'istituzione di ministri incaricati della trattazione di particolari problematiche scelti tra i sacerdoti del clero che ne avessero più titolo e merito, i cardinali, dal latino incardinatus (nella "diaconia"), colui che ha titolo per essere tale, e venendo dunque a formare una sorta di consiglio pontificio; l'istituzione dei quattro Ordini minori; l'ordinazione, nel 245, di sette vescovi incaricati di predicare il Vangelo nelle comunità di Gallia: Gatien a Tours, Trofimo ad Arles, Paolo a Narbonne, Saturnino a Tolosa, Dionigi a Parigi, Austremonio a Clermont, e Marziale a Limoges. San Cipriano, vescovo di Cartagine, riportò anche della condanna per eresia di Privato, vescovo di Lambaesa, in provincia d'Africa.
Nel 249, però, le cose cambiarono per la comunità cristiana. L'imperatore Filippo l'Arabo venne ucciso nei pressi di Verona dagli eserciti del suo rivale Decio. Questi salì al potere con l'idea di un rafforzamento interno dell'Impero contro i pericoli esterni derivanti dall' invasione dei barbari, che premevano sui confini. Secondo Decio, "rafforzamento interno", significava anche ritorno all'antica religione romana. Per questo motivo l'imperatore proclamò l'editto del libellus, in base al quale ogni famiglia avrebbe dovuto proclamare solennemente e pubblicamente, attraverso un sacrificio, la sua devozione alle divinità pagane ricevendone quindi il "libellus", una sorta di certificato che attestava la sua qualità di seguace degli antichi culti dello Stato e quindi la sua appartenenza a Roma.
Coloro che non si attenevano a questa prassi venivano dichiarati fuorilegge e nemici dello Stato. In tutta Roma tre commissioni di cinque membri chiamarono i cittadini a compiere il rito. I cristiani insorsero, ma non tutti adottarono lo stesso comportamento: alcuni cedettero abiurando la loro religione e rendendosi così lapsi (dal latino lapsus, errore), ovvero ricaddero nel paganesimo, altri scelsero la via del martirio ed altri ancora cercarono ogni tipo di scappatoia per ricevere il "libellus" senza compiere il sacrificio. In particolare i benestanti riuscirono ad acquistarlo dalle autorità, e vennero definiti "libellatici". Naturalmente tra i primi a rifiutare questa imposizione ci fu Fabiano, che l'imperatore vedeva come un nemico personale ed un rivale. Il papa fu imprigionato nel carcere Tulliano, dove il 20 gennaio del 250 si spense per la fame e gli stenti.
Fu sepolto nella cripta papale delle catacombe di San Callisto ed onorato come martire.
Il suo epitaffio, in lingua greca, fu rinvenuto nel 1850 dall'archeologo Giovanni Battista de Rossi. Attualmente la sua testa è conservata nella cappella Albani della Basilica di San Sebastiano fuori le mura.
Nel XV secolo le sue ossa furono donate alla città di Cuneo al posto di quelle di San Sebastiano, richieste per la nuova chiesa dedicata a questo Santo. Oggi le ossa del Papa martire sono collocate nella cappella delle reliquie del museo diocesano della Diocesi di Cuneo presso la chiesa di San Sebastiano.

## Culto

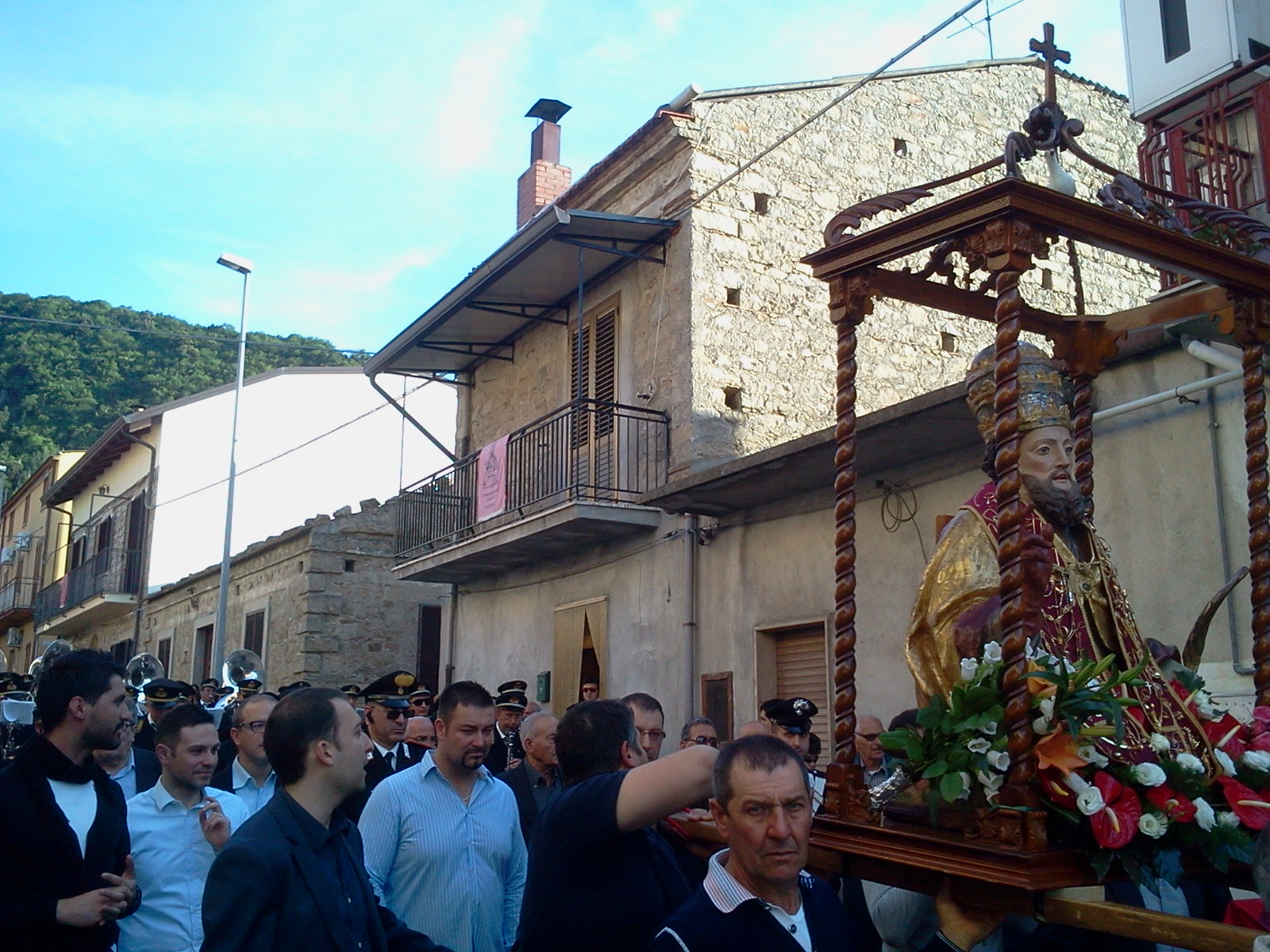
Statua di San Fabiano in processione a Valsinni (MT)

La sua memoria liturgica, nella Chiesa latina, ricorre il 20 gennaio. Nella Chiesa greca, invece, il 5 agosto.
Dal Martirologio Romano (ed. 2001):
È venerato come patrono di Valsinni, di Montottone e di Fiamignano e di Aiello del Sabato.